# Zeta Cephei
Zeta Cephei (ζ Cep / 21 Cephei / HD 210745 / HR 8465), també anomenada Tsao Fu evocant a un auriga de la mitologia xinesa, és el quart estel més brillant a la constel·lació de Cefeu. Amb magnitud aparent +3'39, és superada en lluentor per Alderamin (α Cephei), Errai (γ Cephei) i Alfirk (β Cephei). S'hi troba a uns 725 anys llum de distància del Sistema Solar.
Zeta Cephei és una supergegant taronja de tipus espectral K 1.5Iab amb una temperatura superficial de 4.310 K. La mesura del seu diàmetre angular permet avaluar el seu diàmetre, que és 126 vegades més gran que el diàmetre solar, més de la meitat de la distància que separa la Terra del Sol. Brilla amb una lluminositat 3.600 vegades major que la del Sol. Té una massa entre 6'5 i 8 masses solars —depenent del seu estat evolutiu— i una edat estimada de 50 milions d'anys. El seu contingut en metalls és alt, el seu índex de metal·licitat és [Fe/H] = +0,22, un 66% superior al del Sol. Així mateix, perd massa a un ritme aproximat d'una milionèsima de la massa solar cada any.
Una petita variació de 0'04 magnituds en la lluentor de Zeta Cephei pot deure's a la presència d'un estel acompanyant que periòdicament l'eclipsa. Per això, està catalogada com a variable eclipsant.